# Eduardo Antônio de Araújo Guerra

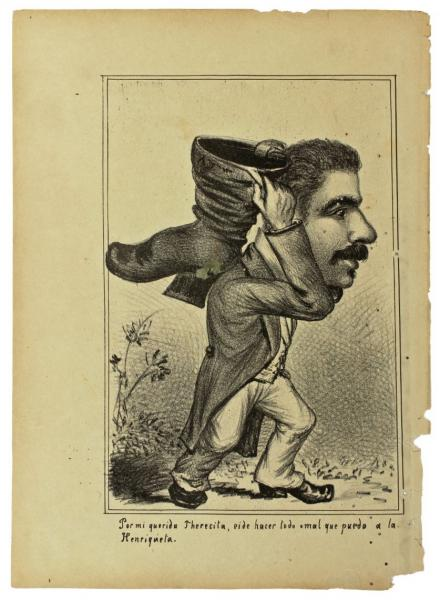
Página do Cabrion, 3 de abril de 1881.

Eduardo Antônio de Araújo Guerra, às vezes grafado Antônio Eduardo (Portugal, 27 de dezembro de 1859 — Sâo Paulo, 31 de janeiro de 1937), foi um jornalista, caricaturista, ilustrador e decorador luso-brasileiro.

## Biografia

### Rio Grande do Sul
Nascido em Portugal em 27 de dezembro de 1859, era ainda criança quando sua família transferiu-se para o Brasil. Em meados de 1878 estava em Rio Grande, no Rio Grande do Sul, mudando-se poucos meses depois para Pelotas. Ali associou-se ao litógrafo francês Eduardo Chapon, estabelecendo uma gráfica para produção de material gráfico e publicidade para empresas. Ao mesmo tempo os sócios fundaram o jornal Cabrion, lançado em janeiro de 1879, com Araújo Guerra assumindo a direção da seção de literatura e das seções ilustradas.  Logo se tornou conhecido pelas suas caricaturas, com um estilo influenciado pelo de Bordalo Pinheiro, a quem Araújo Guerra fez muitas referências ao longo de sua carreira.
Disse Aristeu Lopes que "Eduardo Chapon e Eduardo Guerra utilizaram a sátira social para tratar dos mais variados assuntos que nortearam a sociedade pelotense. Para eles, tudo e todos eram passíveis de suas críticas e ilustrações caricaturais". Mais ainda, quando Chapon retirou-se do jornal em 21 de junho de 1880, Araújo Guerra acentuou suas críticas e tornou-se "odiado na cidade por suas caricaturas audaciosas, que envolviam pessoas importantes da sociedade. [...] Além das críticas sociais, envolveu-se em graves desentendimentos com outros jornalistas".
Tornou-se conhecido também na capital do estado, e com o fim do Cabrion em 1881, por convite de Miguel de Werna, diretor de O Século, fixou residência em Porto Alegre e empregou-se como caricaturista e ilustrador. Sob a influência de Werna, notório pela sua virulência, as caricaturas de Araújo Guerra introduzem forte viés político e se tornam ainda mais contundentes, às vezes apelando para a piada chula. Athos Damasceno acrescenta: "Não raro, o caricaturista cometia graves indiscrições. Pondo o olho em buracos de fechadura, enfiando o nariz em frestas de portas, colando a orelha em tabiques de alcova, frequentemente vinha cá fora propalar o que vira, farejara e escutara...".
Em 1882 os carros alegóricos que criou para a sociedade carnavalesca Esmeralda fizeram grande sucesso, que lhe valeu um contrato permanente como carnavalesco e decorador dos salões de festas. Em 1883 um escandaloso conflito com o patrão fez Araújo Guerra abandonar O Século, fundando um jornal próprio, A Lente, também de veia crítica e satírica, onde sua pena não baixa o tom. Werna abriu uma campanha contra ele e o jornal não fez tanto sucesso como o esperado, mas conseguiu sobreviver ao longo de mais de uma centena de edições, destacando-se pela sua defesa dos ideais republicanos, da libertação dos escravos, do proletariado, da emancipação feminina, do casamento civil, da separação entre Igreja e Estado e outras causas progressistas.
Com o fechamento do jornal, tentou dar aulas de desenho, chegou a fundar um atelier de pintura e deixou alguns quadros, e acabou abrindo uma gráfica de tipografia e litografia, fazendo boa clientela. Em 1886 decorou com pintura os espaços do refinado Salão Continental, atraindo muitos elogios.

### São Paulo
No início de 1888 mudou-se para São Paulo em busca de melhores oportunidades. Ali fundou o jornal A Plateia, assumindo a direção e a parte ilustrada, tendo Horácio de Carvalho como chefe da redação. Lançado em 1º de julho do mesmo ano, em sua primeira fase A Plateia foi um semanário dominical de caráter principalmente humorístico. A partir de 1891 tornou-se diário e as ilustrações desaparecem, passando a ser uma folha dedicada à política, mas em 1892 lançou suplementos de turfe e moda, que fizeram muito sucesso. Em São Paulo ganhou renome como jornalista de ideais progressistas, engajando-se em várias campanhas. Defendia a República mas fez oposição ao governo de Floriano Peixoto, e por isso o jornal foi interditado em 1894. Para driblar as autoridades, passou a se chamar Diário da Tarde, adotando uma linha editorial mais conciliatória, retomando o antigo nome pouco depois. Durante a I Guerra Mundial apoiou os Aliados, o que valeu a Araújo Guerra o título de comendador da Coroa concedido pelo rei da Bélgica.
Retirou-se da Plateia em 1929, e depois colaborou em outros jornais da capital e interior do estado, usando o pseudônimo Magriço. Faleceu em São Paulo em 31 de janeiro de 1937, deixando a viúva Ema Richard de Araújo Guerra e a filha adotiva Suzana Vuillequez Guerra. Seu desaparecimento foi lamentado nos meios jornalísticos, recebendo obituários muito elogiosos. A Folha da Manhã o chamou de "uma das figuras mais salientes e honradas" da imprensa paulista, e o Correio Paulistano o celebrou como "uma das figuras mais prestigiosas da imprensa paulistana, à qual emprestou por muito tempo uma colaboração intensa".

## Reconhecimento
Damasceno o apresenta como o principal e mais talentoso de todos os caricaturistas ativos no Rio Grande do Sul no século XIX, e Neiva Bohns o colocou como um dos principais artistas de sua geração no estado. Sua posição de proeminência na história da imprensa ilustrada e das artes gráficas gaúchas é inconteste, deixando também uma importante marca na imprensa de São Paulo, onde foi louvado como jornalista vigoroso, combativo, idealista, idôneo e dedicado ao bem público.